# 成本

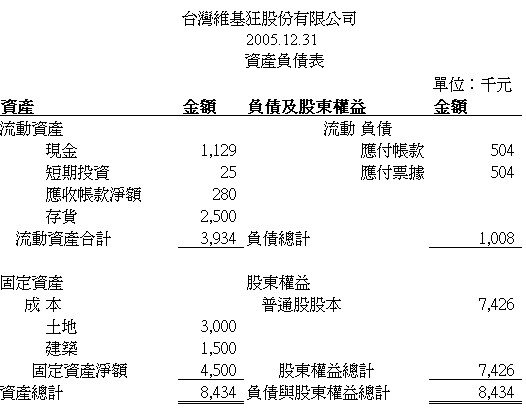
資產負債表中的成本列法

在经济学、商业和会计学中，成本在经济学中指的是无可避免的最高代价，成本因选择而起，没有选择就没有成本。意指為了藉由購買或以物易物的方式獲得某樣物品，或是為了得到他人提供的服務，所花費或付出的金額，其中亦包括預定要花費或是付出的金額，往往和一个商业事件或者经济交易相联系。
成本也经常被以适用性为标准进行分类。

## 会计成本和经济成本
会计成本或称实际成本，表示要花的一笔数目的钱或物品的货币价值。是在发票和账本上记着的具体数目。不是所有的事情都能以會計成本衡量，也不是所有的事情都應該以會計成本衡量。
机会成本或称经济成本指除了现在的行动外的最佳选择能实现的价值。用现有资源做一件事就不能作其他事了，这些资源就是机会舍弃。  
如果有个人得到了一份25元/小时的工作，睡觉的会计成本为0，因为他睡觉拿不到钱；而他的机会成本是25元，因为如果他工作就能挣到。
在经济学理论里，成本如果没有特殊说明就是指机会成本。

## 私人/社会/外部/精神成本
当交易发生，会同时有内部成本和外部成本。内部成本就是产品单价。外部成本也叫外部性，是说不参加交易的人受到的影响。这个成本的承担者可能是个人或者整个社会，且成本不能用货币衡量。它包括了像污染一样的东西，整个社会会或将以某种方式为之“付账”，但这不包含在交易价格内。
社会成本是企业成本和外部成本的综合。它既包含厂商生产活动的内部成本也包括外部成本。
举个例子，买一辆车的价钱就是制造商的“企业成本”。生产产品造成的空气污染就是“外部成本”，生产者并不支付这部分成本也不包含在价钱里面，它们在市场结构之外。而行驶过程中造成的空气污染也是外部性的一种。司机并不为污染环境掏钱,但在現代,車齡愈高,所繳的稅可能會愈高
精神成本是社会成本的一个子集，表示压力的增加或生活条件的下降。